# USS McFaul (DDG-74)
USS McFaul — эсминец Военно-морских сил США класса Arleigh Burke. Построен на верфи компании Ingalls Shipbuilding. Вступил в строй в 1998 году.
Назван в честь Дональда МакФола, «морского котика», погибшего в 1989 году во время вторжения США в Панаму.

## Боевая служба
В 2005 году столкнулся с эсминцем USS Winston S. Churchill.
24 августа 2008 года (вскоре после войны в Грузии) прибыл в порт Батуми. Официально причиной визита была названа транспортировка гуманитарной помощи для Грузии.